# The Omen 666
The Omen 666 is een thriller-horrorfilm onder regie van John Moore. De film werd uitgebracht op 6 juni 2006. Deze datum stond symbool voor het getal van het beest (de antichrist): 666. The Omen 666 is een remake van The Omen uit 1976. De titel is afgeleid van het Latijnse woord: Omen, dat voorteken betekent. Het gaat hierbij om voortekenen van de eindtijd.

## Verhaal
De voorspelling uit het boek Openbaring van Johannes in de Bijbel, dat de antichrist zich zou openbaren, komt uit op 6 juni 2006. Damien is in dit verhaal het jongetje dat bezeten is van de duivel, en zelfs de zoon van de duivel zou zijn: de antichrist. Hij wordt geboren uit onbekende ouders in een ziekenhuis in Rome, maar omdat alleen de Amerikaanse diplomaat Robert Thorn dat weet, en zijn pas bevallen echtgenote Kathryn Thorn hun kind dood gebaard heeft, besluit hij de baby Damien op te voeden als zijn zoon. Robert Thorn is zo met zijn carrière bezig, dat hij niets merkt van de duivelse gaven van de opgroeiende Damien. Later wordt Robert Thorn de Amerikaanse ambassadeur in Groot-Brittannië en ze verhuizen naar Londen. Damien is dan inmiddels vijf jaar oud en er gebeuren de vreemdste en ergste dingen om hem heen, zoals de zelfmoord van zijn oppasmeisje. Als via een priester uitlekt dat Damien de antichrist wordt, komt Robert Thorn voor een dilemma te staan om de wereld te behoeden voor de rampen die zijn zoon zal veroorzaken. Hij keert samen met een fotograaf terug naar Rome, waar Damien geboren is en ze gaan op onderzoek uit.

## Rolverdeling
- Liev Schreiber - Robert Thorn
- Julia Stiles - Katherine Thorn
- Giovanni Lombardo Radice - Father Spiletto
- Seamus Davey-Fitzpatrick - Damien
- David Thewlis - Keith Jennings
- Pete Postlethwaite - Father Brennan
- Mia Farrow - Mrs. Baylock
- Michael Gambon - Bugenhagen